# جائزة جروبر في علم الوراثة
جائزة جروبر في علم الوراثة هي جائزة تمنحها مؤسسة جروبر، وهي منظمة غير هادفة للربح يقع مقرها في جامعة ييل في مدينة نيو هافن بولاية كونيتيكت الأمريكيّة.
تُمنح جائزة جروبر في علم الوراثة للعلماء البارزين لمساهماتهم المتميزة في أي مجال من مجالات البحث العلميّ في علم الوراثة.
تُعدّ جائزة جروبر في علم الوراثة واحدة من مجموعة جوائز دولية تقدّمها مؤسسة جروبر، وتبلغ قيمتها 500 دولاراً أمريكيّاً. أمّا الجوائز الدولية الأخرى للمؤسسة فهي جائزة جروبر في علم الكونيات، وجائزة جروبر في علم الأعصاب، وجائزة جروبر في العدالة، وجائزة جروبر في حقوق المرأة.

## الحاصلون على الجائزة
| السنة | الفائز بالجائزة                              | ملاحظات |
| ----- | -------------------------------------------- | --- |
| 2001  | رودولف يانيش                                 | |
| 2002  | هـ. روبرت هورفيتز                            | |
| 2003  | ديفيد بوتشتاين                               | |
| 2004  | ماري كلير كينج                               | |
| 2005  | روبرت هيو ووترستون                           | |
| 2006  | إليزابيث بلاكبيرن                            | وهي عالمة أحياء جزيئية متخصصة في التيلوميرات |
| 2007  | ماينارد أولسون                               | من جامعة واشنطن، وهو متخصص في المعلومات الحيوية |
| 2008  | ألان س. سبرادلينج                            | وهو حاصل على درجة ال دكتوراة من معهد كارنيغي للعلوم، ومعهد هوارد هيوز الطبي في بالتيمور، وحصل على الجائزة لاكتشافه جينوم ذبابة الفاكهة                                     |
| 2009  | جانيت رولي                                   | وهي حاصلة على درجة الدكتوراة في الطب، وأستاذ للخدمة المتميزة بلوم ريزي في جامعة شيكاغو                                                                                     |
| 2010  | جيرالد فينك                                  | وهو حاصل على درجة الدكتوراة، وأستاذ بمدرسة مارجريت وهيرمان سوكول في معهد ماساتشوستس للتكنولوجيا                                                                            |
| 2011  | رونالد و. ديفيز                              | وهو حاصل على درجة الدكتوراة من جامعة ستانفورد |
| 2012  | دوغلاس ك. والاس                              | |
| 2013  | سفنتي بيبو                                   | |
| 2014  | فيكتور أمبروس، وديفيد بولكومب ، وجاري روفكون | فيكتور أمبروس حاصل على درجة الدكتوراة من جامعة ماساتشوستس، وديفيد بولكومب حاصل على درجة الدكتوراه من جامعة كامبريدج، وجاري روفكون حاصل على درجة الدكتوراة من جامعة هارفارد |
| 2015  | إيمانويل شاربنتييه، وجينيفر دودنا            | إيمانويل شاربنتييه من مركز هيلمهولتز لأبحاث العدوى في ألمانيا، وجينيفر دودنا من جامعة كاليفورنيا في بيركلي                                                                 |
| 2016  | مايكل جرونشتاين، وك. ديفيد أليس              | مايكل جرونشتاين من جامعة كاليفورنيا في لوس أنجلوس، وك. ديفيد أليس من مؤسسة روكفلر                                                                                          |
| 2017  | ستيفن ج. إليدج                               | من كلية الطب بجامعة هارفارد |
| 2018  | جوان خوري، وإليوت مايرويتز                   | جوان خوري من معهد سالك للدراسات البيولوجية، وإليوت مايرويتز من معهد كاليفورنيا للتكنولوجيا                                                                                 |
| 2019  | بيرت فوجلشتاين                               | من مستشفى جونز هوبكنز ومعهد هوارد هيوز الطبي |
| 2020  | بوني باسلر                                   | من جامعة برينستون، ومعهد هوارد هيوز الطبي |